# 十湖

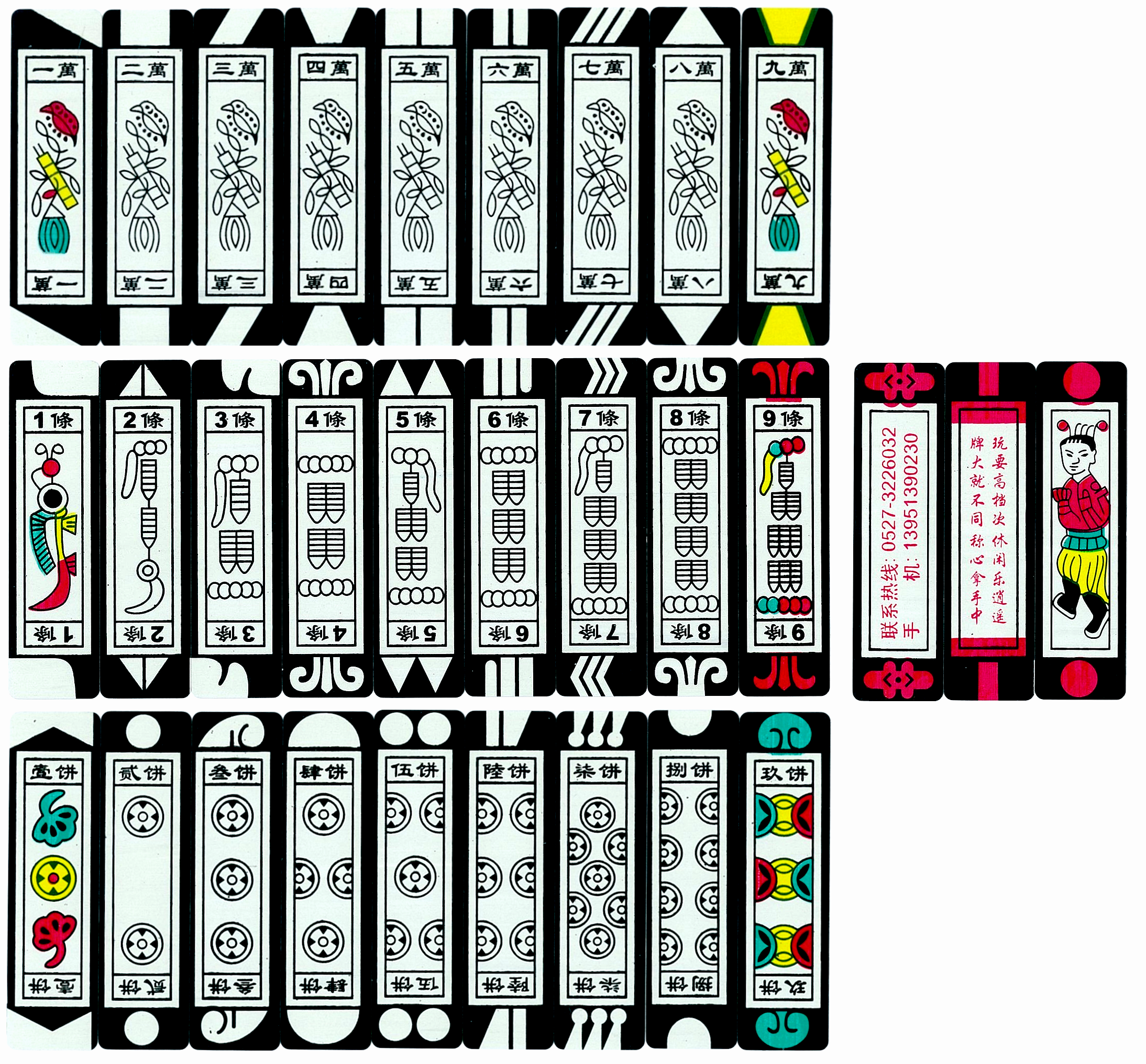
沭陽紙牌

十湖，又稱十壶，是中國清朝葉子戲的一種玩法。

## 歷史
十湖流行於清朝江南地區，是碰和的一種。之所以叫十湖，是因凑成十胡的成牌就勝利。後來又人在十湖增加福、祿、壽、財、喜這五張牌（輾轉演變成流行於老香港的十五湖）。在《镜花缘》、 《绘芳录》、《增补红楼梦》也有出現。

### 牌具
牌具有萬、索、餅三門花色、一到九的序數牌，加上紅堂、支花、老千，這三種牌的眉头塗紅，通稱為红头子、紅頭。每種四張，共一百二十張。

## 牌規
以下規則是參考江苏沭阳县的地方規則。

### 流程
- 四人遊戲。夢家稱為摸底、了家、了巴子。
- 庄家摸三十一张，其余两家摸三十张。行牌類似碰和，胡牌是先組成達10胡以上的面子為勝。
- 以下也可組成面子。其中組成帮（梆）子、群子，叫成帮成群，凑不成则叫破帮（梆）破群。
  - 帮（梆）子：二万、二索、八饼
  - 群子：三万、三索、七饼
  - 虎子：一万、一索、九饼
  - 将子：九万、八索、支花
  - 老叫：老千、九索、红堂
  - 文泉：一、二、三饼
- 胡牌時，各人手中牌公布，如有人達15湖卻未宣胡，稱為暗湖、暗卡、或晃子，胡家要倒输给暗湖5湖。如有玩家已成9胡，只需输1胡给胡家。

### 牌值
- 順子，稱為卡子，1胡。
- 自摸红头的刻子，5胡。
- 自摸红头的槓子，稱為龍，10胡。
- 自摸红头的卡子，又明槓，稱為四龍，7或6胡。
- 帮（梆）子、群子、虎子、将子、老叫、文泉，每有同一組為1胡、兩同組為2胡、三同組為9胡。